# Вірмени у Білгороді-Дністровському
Вірмени у Білгороді-Дністровському (вірм. Հայերը Բելգորոդ-Դնեստրովսկիում) — вірменська колонія, що проживала в Аккермані, нині місто Білгород-Дністровський Одеської області, Україна. На початку XIX століття вірмени складали більше третини населення міста. Збереглася Вірменська церква Успіння Пресвятої Богородиці, спорудження якої датується початком XV століття.

## Населення
Згідно з даними відомості за 1808 рік, етнічний склад населення міста був таким: 
| Національність               | % від загального числа жителів |
| ---------------------------- | ------------------------------ |
| вірмени                      | 38,2 %                         |
| греки                        | 18,9 %                         |
| українці, росіяни            | 14 %                           |
| болгари                      | біля 10 %                      |
| молдовани                    | 9,4 %                          |
| євреї, цигани, поляки, турки | 9,5 %                          |

За переписом населення України 2001 року, вірмени склали 0,3 % населення міста. 

## Історія

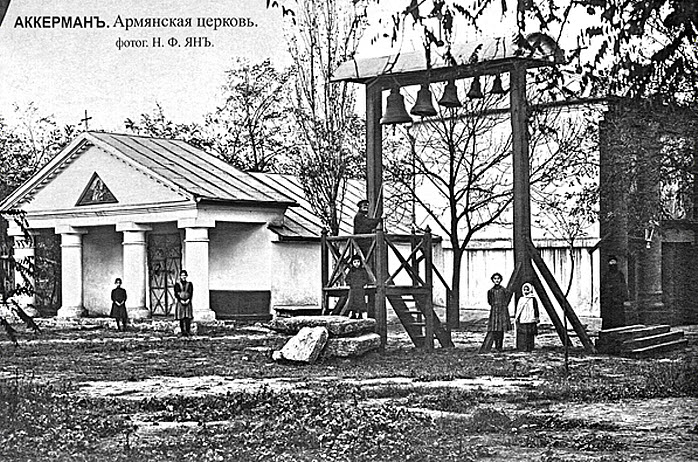
Вірменська церква Успіння Пресвятої Богородиці (XIV століття)

Коли саме вірмени почали жити у Білгороді-Дністровському, достеменно невідомо. Білгород-Дністровський був одним із перших міст середньовічної Молдови, де сформувалася численна вірменська громада. Згідно Симеону Лехаці, вірмени переселилися в Аккерман з Ані. Г. Гойлав відносить найранніші свідоцтва про матеріальну культуру вірмен Аккермана до XI—XII століть. Перші писемні згадки про вірмен у місті відносять до 1384 року, коли католікос Теодорос своїм наказом перепідпорядкував вірменську церкву у Манкармані (тодішня назва міста) львівському єпископу. Вірменському єпископу Ніколайосу, який перебував тут 1459—1460 років, підпорядковувалися вірмени, що жили «на території князівства воєводи Стефана», тобто у Молдові.  
До захоплення міста турками 1484 року Аккерман був великим центром молдовських вірмен. Румунський історик Н. Георгій стверджує, що вірмен в Аккермані було більше, ніж у Сучаві, Яссах, Хотині та інших містах, хоч там воно і сягало багатьох тисяч. Уже в XIV столітті, за повідомленнями історичних джерел, вірмени мали в місті свою церкву. Про церкву існують дві легенди: за однією, церкву вірменам подарував турецький султан, який забрав її у греків; за іншою, грецькі священики продали церкву вірменам як непотрібну.   
На території нинішньої вірменської церкви Білгорода-Дністровського збереглися меморіальні плити 1446 і 1474 років. У XV столітті чималу вірменську колонію в Аккермані зафіксували мандрівники Жильбер де Ланнуа і Донато да Леззе. Формуванню вірменської громади в Аккермані сприяла міжнародна торгівля, в якій вірмени грали роль посередників між Заходом і Сходом. 

### Сучасність
28 березня 2018 року у вірменському місті Вагаршапат був підписаний меморандум про співробітництво міста із Білгородом-Дністровським із ціллю закріплення дружби між українським та вірменським народами, а також для поглиблення економічних та культурних зв’язків. Ініціатором побратимства двох міст став Генеральний консул Вірменії в Одесі Айк Гулян. 

## Топоніміка
На сьогодні в історичному центрі міста проходять Вірменська вулиця та Вірменський провулок. Вірменська вулиця бере свій початок біля фабрики «Белста» і закінчується біля Краєзнавчого музею на вулиці Пушкіна. 

## Відомі уродженці
- Захарянов Григорій (Захарян Григорій) (1765—1827) — архієпископ вірменської апостольської церкви, єпархіальний начальник Бессарабії.
- Попов Леон Христофорович[ru] (Папянц Леон Хачатурович) (1881—1919) — радянський лікар, революціонер. Один із організаторів радянського Червоного Хреста. Член Всеросійської епідеміологічної комісії, депутат Московської міської ради[ru], організатор закладів охорони здоров'я в ряді районів Радянської Росії.
- Кюрдян Микола Іванович (Кюрдян Нікогайос Іванович) (1880—1937) — священик вірменської церкви Святої Катерини (Санкт-Петербург)[ru], член Петроградського вірменського духовного правління. Розстріляний 1937 року під час Сталінських репресій.
- Чінарова Тамара Євсіївна (1919—2017) — австралійська балерина, хореограф.

## Галерея
Вірменська церква Успіння Пресвятої Богородиці (XIV століття)

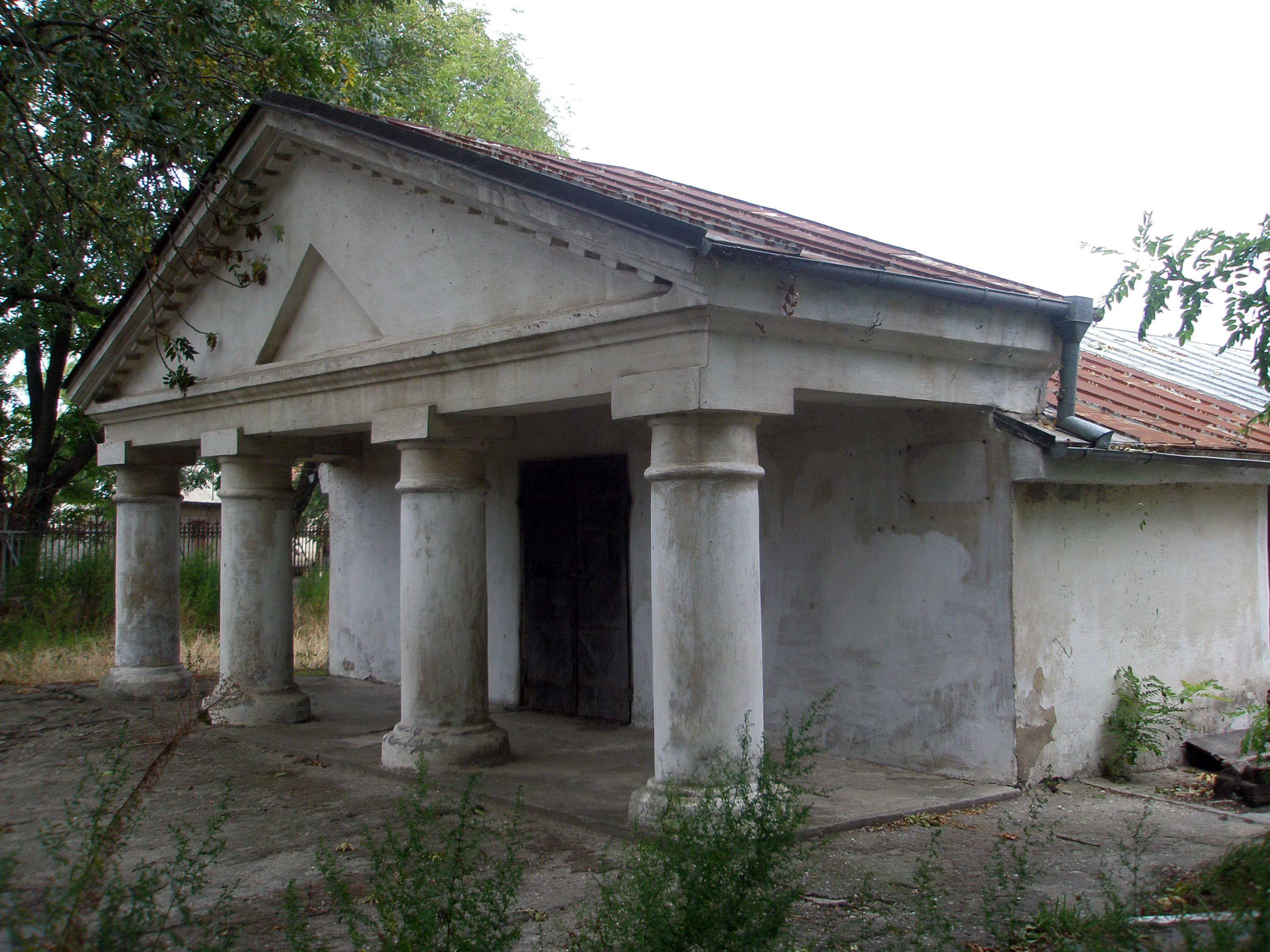
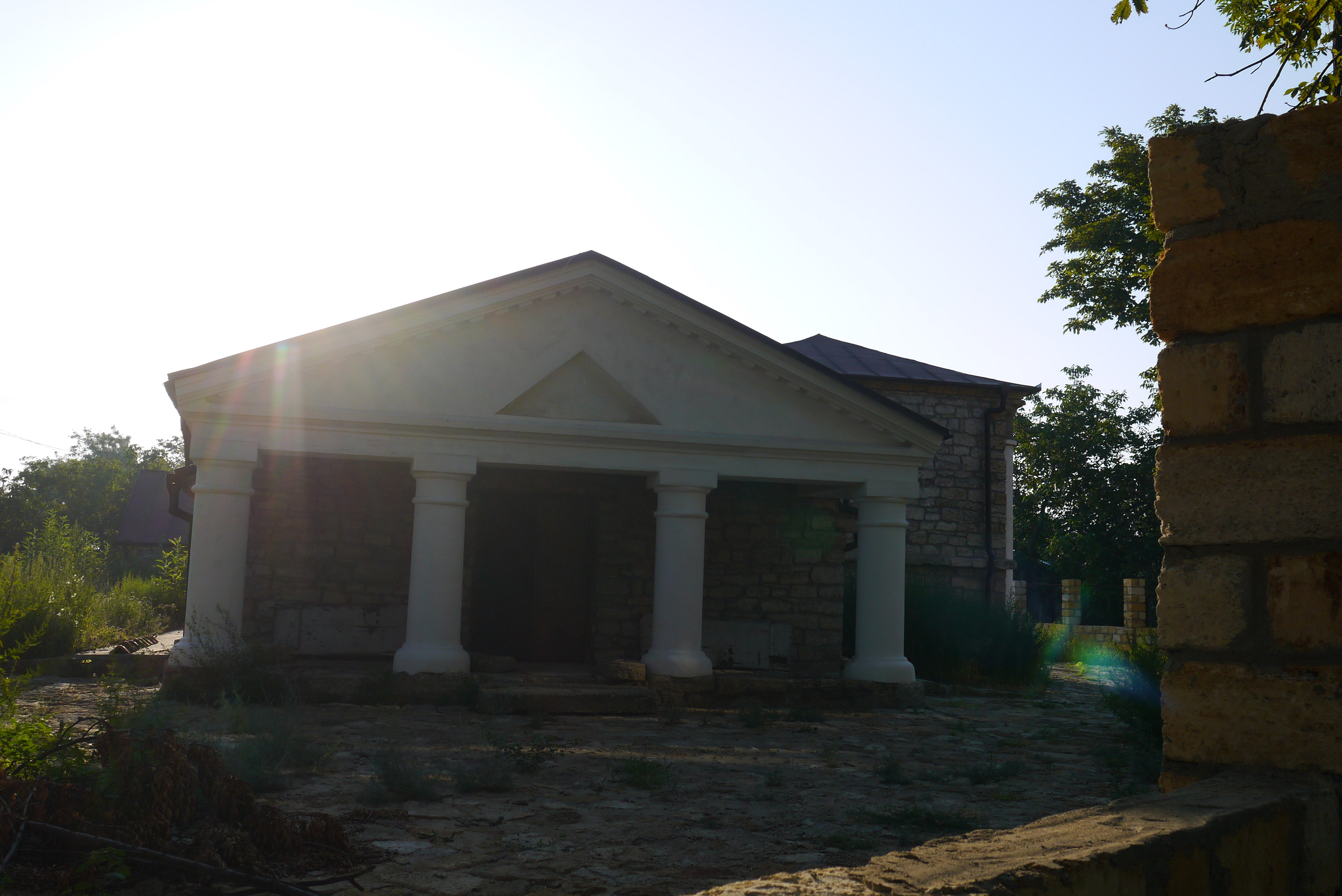
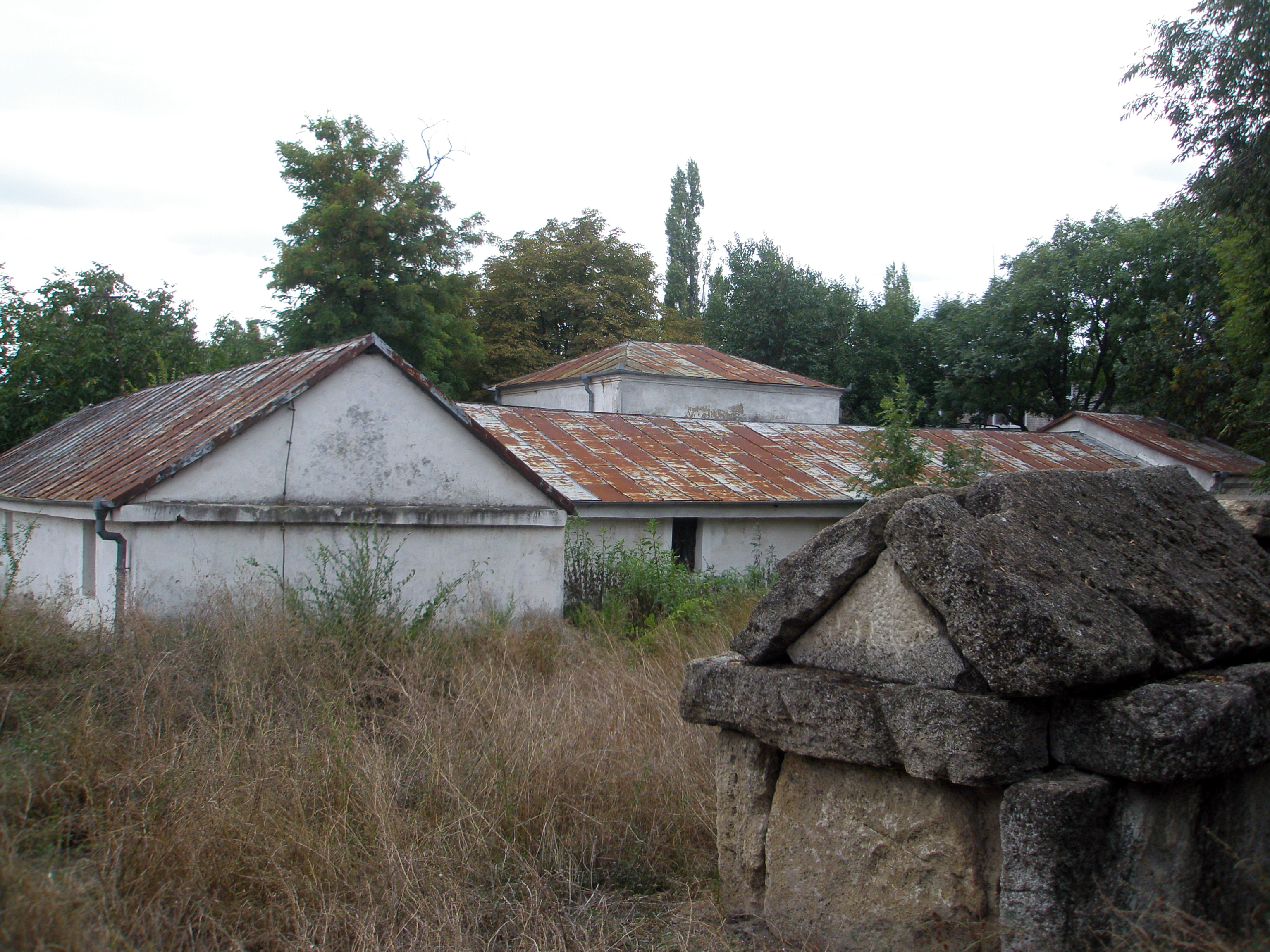
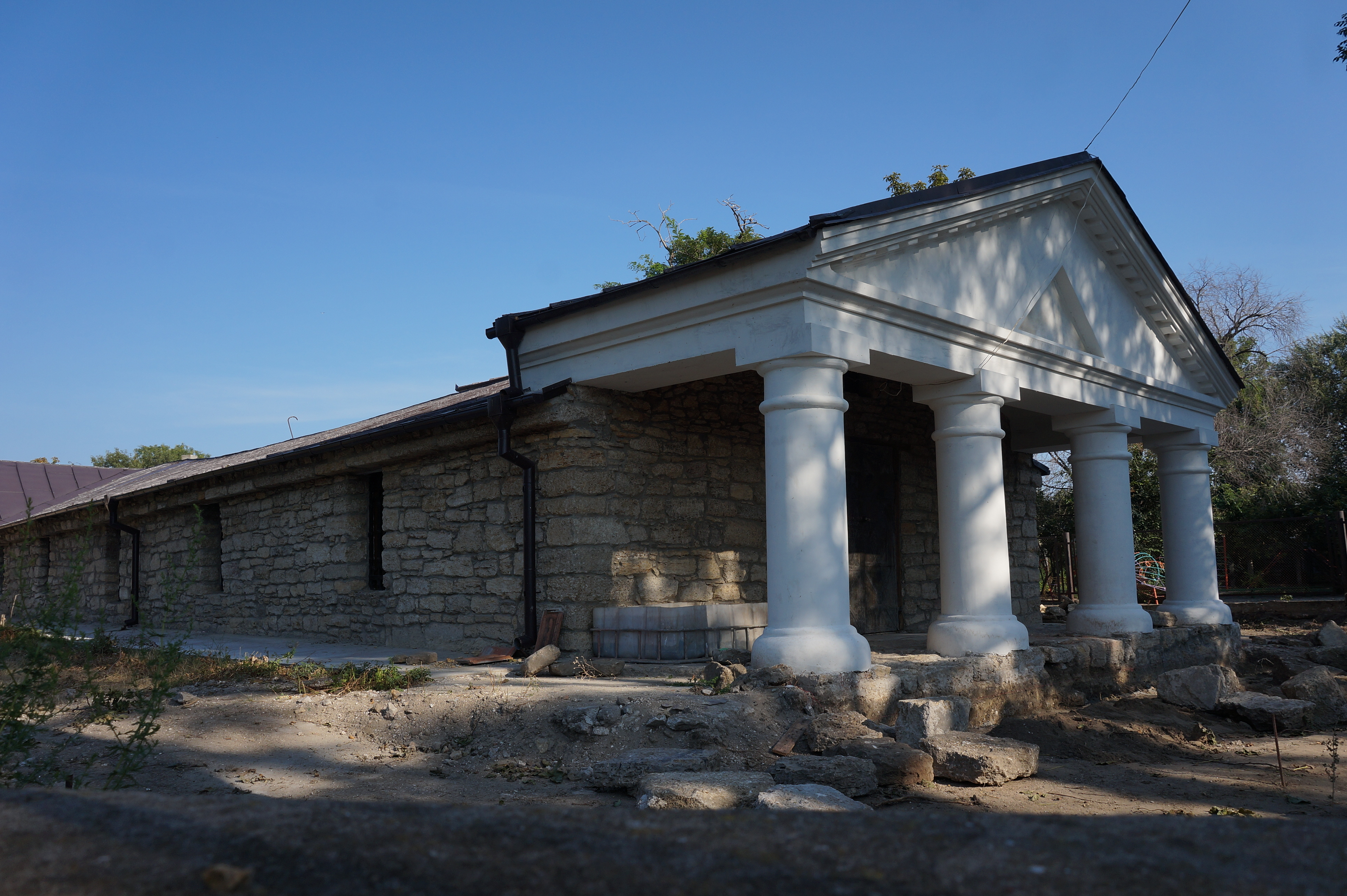
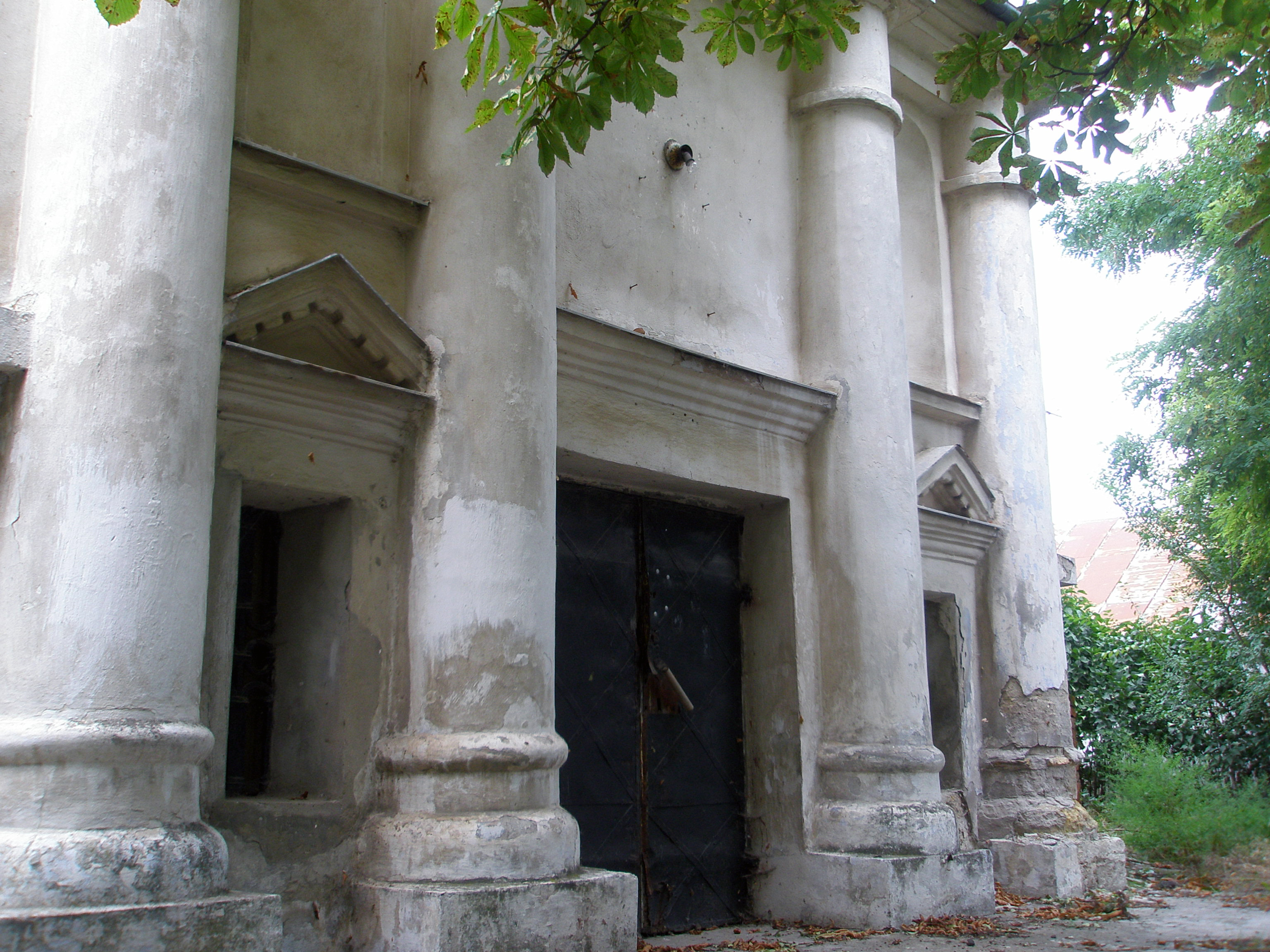
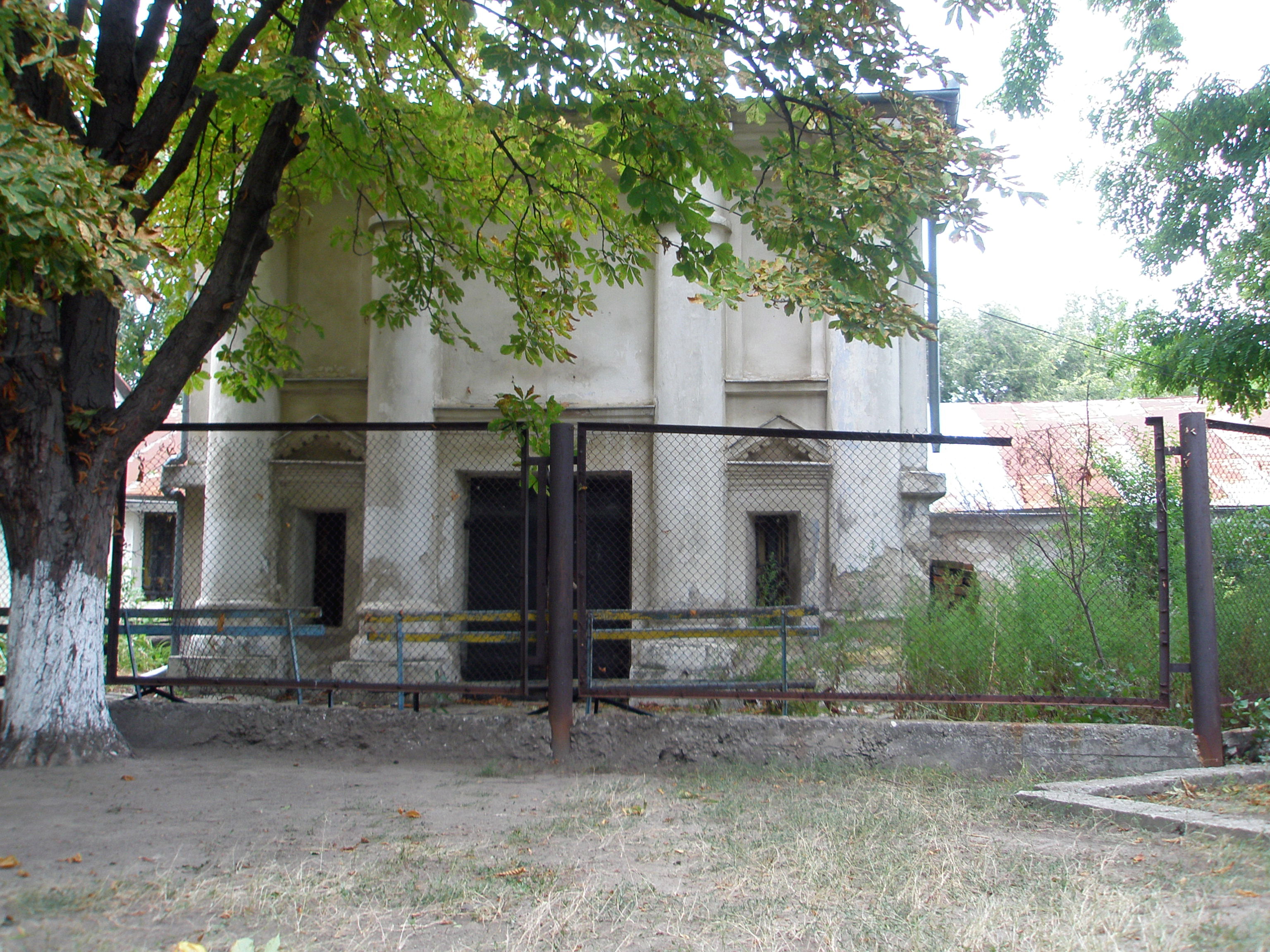